# Root d'Android
Pour les articles homonymes, voir Root.
Ne doit pas être confondu avec Débridage d'iOS.

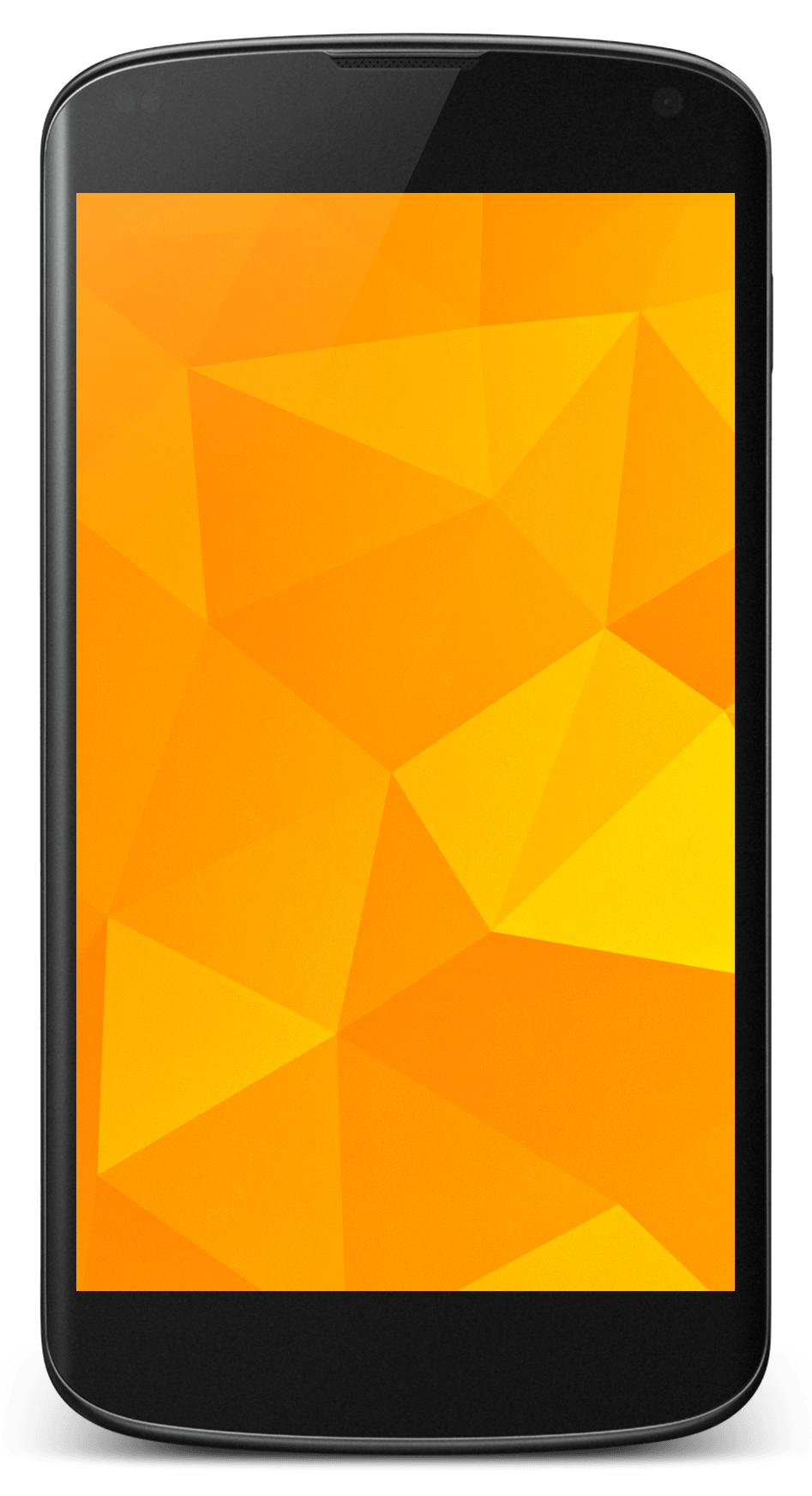
Les portables comme le Nexus 4, de la gamme d'appareils Google Nexus, peuvent être rootés.

Le rootage d'Android ou débridage est le fait d'autoriser les utilisateurs de smartphones, tablettes, et autres appareils tournant sous le système d'exploitation mobile Android à effectuer une élévation des privilèges (connus sous le nom de « droits superutilisateur ») sur le système Android.
Le rootage est souvent pratiqué dans le but de supprimer les limitations de l'opérateur et de certains constructeurs, ce qui permet alors de modifier ou supprimer des applications systèmes ou réglages, lancer des applications qui requièrent les droits d'administrateur, ou effectuer d'autres actions qui sont normalement impossibles pour les utilisateurs. Le rootage permet aussi la suppression totale et le remplacement du système d'exploitation, pour en mettre un qui soit personnalisé, ou plus récent.
Comme Android est dérivé du noyau Linux, rooter un appareil Android est similaire au fait d'accéder aux droits administrateurs sur GNU/Linux ou autre système d'exploitation de type Unix tels que FreeBSD.

## « Root » vs «Jailbreak»
L'obtention des privilèges administrateurs est très différente des appareils d'Apple tournant sous iOS. Ce sont deux concepts différents. Dans le monde iOS, les restrictions empêchent d'installer ou de démarrer sur un système d'exploitation modifié (le « chargeur d'amorçage » est verrouillé), le téléchargement d'applications non signées sur l'appareil est bloqué, et les applications installées par les utilisateurs ne peuvent pas accéder aux privilèges administrateurs et sont à la place lancées depuis un bac à sable. Le contournement de toutes ces restrictions s'appelle le « Jailbreak » des appareils Apple, faisant face à plusieurs sortes de sécurités iOS.
Sur Android, télécharger et installer des applications de sources inconnues est généralement possible sans droits administrateurs, même si de nombreux appareils ont leur chargeur d'amorçage verrouillé par les constructeurs ou les opérateurs de téléphonie mobile.

## Description
Le rootage permet à toutes les applications installées par l'utilisateur d'utiliser des commandes avec privilèges, ce qui est typiquement impossible sur les appareils avec les paramètres d'usine. L’accès root est requis dans la plupart des opérations avancées et potentiellement dangereuses, comme la suppression ou la modification de fichiers système, supprimer les applications de l'opérateur, ou l'accès aux réglages système de l'appareil (le redémarrage, le contrôle des LED de notification ou le calibrage de l'écran tactile). Un rootage typique installe aussi l'application Superuser (ou magisk plus récemment), qui contrôle les privilèges administrateurs des autres applications.
Une deuxième opération, déverrouiller la vérification du chargeur d'amorçage, est requise pour supprimer ou remplacer le système d'exploitation installé.
À l'inverse du Jailbreak d'iOS, sous Android le rootage n'est pas nécessaire pour installer et lancer des applications qui ne viennent pas du Google Play Store. L'OS d'Android possède cette fonction nativement de deux façons : depuis le réglage "Sources inconnues", ou par l'Android Debug Bridge. Cependant certains opérateurs, comme AT&T, empêchent l'installation d'applications qui ne sont pas dans le Store du firmware, bien que plusieurs appareils (tels que le Samsung Infuse 4G (en)) ne soient pas soumis à cette règle, et AT&T a retiré la restriction sur plusieurs anciens appareils.
Depuis 2012 l'Amazon Kindle Fire utilise l'Amazon Appstore plutôt que le Google Play, mais comme la plupart des autres appareils, le Kindle Fire autorise l'installation d'applications de sources inconnues, et l'application d'installation rapide de l'Amazon Appstore le rend encore plus simple. D'autres vendeurs d’appareils Android pourront bloquer les sources inconnues dans le futur. L'accès à des applications alternatives peut nécessiter le rootage, mais cela n'est pas toujours le cas.
Rooter un portable Android permet de modifier ou supprimer des fichiers système, ce qui permet par la suite de créer différents peaufinages, et d'utiliser des applications avec les droits administrateurs.

## Procédure
La procédure pour rooter varie d'un appareil à un autre, mais en général elle exploite un bug de sécurité dans le micrologiciel de l'appareil, et copie les fichiers su (su binary) dans le PATH (ex. /system/xbin/su) et leur octroie les permissions avec la commande chmod. Une application comme SuperUser , SuperSU ou Magisk (de base) permet de gérer et enregistrer les permissions accordées aux différentes applications. Beaucoup de guides, tutoriels, et de procédures automatiques existent pour faciliter et rendre plus rapide le rootage.
Par exemple, peu de temps après que le HTC Dream est sorti, il a été découvert qu'en tapant une commande sur le clavier, elle était exécutée en tant qu'administrateur (root). Bien que Google ait rapidement sorti un patch pour fixer ce bug, une image signée de l'ancien firmware a été mise à disposition des utilisateurs, leur permettant de downgrader leurs smartphones afin d'utiliser cette faille pour le rooter. Une fois qu'une faille est découverte, une image de restauration modifiée qui ignore la vérification de la signature numérique peut être flashée. En utilisant une récupération personnalisée, une mise à jour de micrologiciel modifié peut être installée en incluant directement les outils nécessaires (par exemple "SuperUser") pour lancer des applications avec les privilèges administrateurs.
Les téléphones Android de Google, le Nexus One, Nexus S, Galaxy Nexus et Nexus 4, ainsi que les tablettes, le Nexus 7 et Nexus 10, ainsi que certains autres appareils ayant un système peu modifié par rapport aux micrologiciels de la gamme Nexus comme les tablettes Acer, peuvent se faire déverrouiller le chargeur d'amorçage simplement en les branchant en mode chargeur d'amorçage sur un PC et en lançant le programme Fastboot avec la commande "fastboot oem unlock". Après avoir accepté les mises en garde, le bootloader est déverrouillé, ainsi une nouvelle image système peut être flashée directement sans même avoir besoin d'exploiter une faille.
À partir des années 2010, Motorola, LG Electronics et HTC ont ajouté une sécurité matérielle sur leurs appareils pour empêcher les appareils Android d'être rootés. Par exemple, le Motorola Droid X (en) (2010) a une sécurité sur le bootloader : si un firmware non signé est détecté, le téléphone se met en "recovery mode" (mode restauration) ; et le Samsung Galaxy S II (2011) affiche un triangle jaune si le micrologiciel a été modifié.

## Légalité
Dans l'ensemble, le root d'un appareil Android n'est généralement pas illégal mais annule très souvent la garantie. Cependant, les utilisations résultant du root peuvent, elles, être illégales : il s'agit surtout des manipulations permettant d'obtenir des applications gratuitement ou obtenir gratuitement du contenu payant se trouvant à l'intérieur des applications (achats in-app) comme la monnaie virtuelle de jeux par exemple. Cela peut aussi résulter de la modification du code d'une application dans le but d'y supprimer la publicité (youtube ad-away) ou encore d'outrepasser les restrictions DRM dans le but de récupérer du contenu illégalement (screencapture de Netflix). Beaucoup de développeurs tentent de restreindre leur application aux appareils rootés (notamment Netflix) ou aux appareils ayant Xposed (tel que Snapchat) mais cela est rarement efficace car un appareil rooté dispose d'autant de permissions que le développeur de l'application lui-même, il existe donc beaucoup de manipulations visant à contourner ces restrictions, destinées aux appareils rootés. L'encadrement légal est d'autant plus facile que le téléphone est récent car un appareil "dernier cri" dispose des dernières mises à jour de sécurité, et est à ce titre bien moins facile à rooter, d'autant plus que les applications root ne sont pas nécessairement compatibles avec toutes les versions Android.

### Australie
Le root d'un appareil est légal si l'objectif est d'installer des applications légales.[réf. nécessaire]

### Europe
La Free Software Foundation Europe indique que rooter ou flasher n'importe quel appareil est légal. D'après la directive de l'Union européenne 1999/44/CE, remplacer le système d'exploitation originel ne doit pas annuler la garantie qui couvre la partie matérielle de l'appareil durant deux ans sauf si le vendeur peut prouver que la modification logicielle est la cause du défaut.

### États-Unis
Le 26 juillet 2010, l'office américaine de la propriété industrielle (United States Copyright Office) annonce qu'il est officiellement légal de rooter et d'utiliser des applications tierces non autorisées, comme celles qui permettent de supprimer le verrouillage d'une carte SIM sur un appareil, afin de pouvoir l'utiliser chez d'autres opérateurs.
Le 28 octobre 2012, le bureau américain de la propriété industrielle a mis à jour sa réglementation. Le root reste légal . En ce qui concerne les tablettes, l'office américain refuse d'étendre cette autorisation aux tablettes arguant du fait que le terme « tablette » est large et mal défini, et qu'une exemption à cette catégorie d'appareils pourrait avoir des effets secondaires inattendus,.